# Curt Dahlgren
Curt Vilhelm Dahlgren (Stoccolma, 28 luglio 1892 – Stoccolma, 11 aprile 1964) è stato uno schermidore svedese, vincitore di due medaglie di bronzo ai Campionati Internazionali di scherma.